# Рутенийдибериллий
Рутенийдибериллий — бинарное неорганическое соединение
рутения и бериллия
с формулой Be2Ru,
кристаллы.

## Получение
- Сплавление стехиометрических количеств чистых веществ:

{\displaystyle {\mathsf {Ru+2Be\ {\xrightarrow {1520^{o}C}}\ Be_{2}Ru}}}

## Физические свойства
Рутенийдибериллий образует кристаллы
гексагональной сингонии, пространственная группа P 63/mmc, параметры ячейки a = 0,596 нм, c = 0,918 нм, Z = 4,
структура типа дицинкмагния MgZn2 (фаза Лавеса)
.
Соединение образуется по перитектической реакции при температуре 1520 °C.
При температуре 1,35 соединение переходит в сверхпроводящее состояние
.